# Меджидов, Закир Нусрат оглы
Закир Нусрат оглы Меджидов (азерб. Məcidov Zakir Nüsrət oğlu; 26 июня 1956, Гасанабад, Нефтечалинский район — 6 августа 1992, Агдеринский район)  — азербайджанский лётчик, участник Первой карабахской войны. Национальный герой Азербайджана (1992).

## Биография
Закир Меджидов родился в 26 июня 1956 года в посёлке Хасанабад Нефтечалинского района Азербайджана. После окончания средней школы в Баку, в 1963-73 годах Закир учился в Сасовском лётном училище гражданской авиации в Рязанской области.
В 1977 году окончив училище и вернувшись на родину, Закир начал свою лётную карьеру в качестве второго пилота самолета АН-2 в Евлахе. С 1978 года инженер-механик в бакинской авиации, а в 1978 году он снова работал на самолете АН-2 в Забратском авиапредприятии. В 1980 году был назначен командиром самолёта в авиакомпании «Забрат». Проработал 7 лет в этом учреждении. В 1984 году прошел шестимесячный учебный курс по повышению квалификации на вертолёте Ми-2 в Украине (Кременчуг). Наконец, с 1985 года он был назначен командиром лётного отряда Ми-2.

### Первая карабахская война
С начала 1990-х на вертолёте Ми-24 участвовал в Первой карабахской войне. 6 августа 1992 года, выполняя очередное боевое задание вертолёт Меджидова был подбит вражеской ракетой. Весь экипаж Ми-24 погиб.

## Память
Указом № 204 Президента Азербайджанской Республики 14 сентября 1992 года Меджидов Закир Нусрет оглы был удостоен звания Национальный герой Азербайджана (посмертно). Похоронен в Баку на Аллее шахидов. Центр детского творчества Нефтчалинского района назван в честь Национального героя З. Меджидова.

## Семья
В ноябре 1991 года он женился. Спустя 3 месяца после смерти отца родился его сын Фуад.